# حمض الهيدروفلوريك
حمض الهيدروفلوريك هو محلول لفلوريد الهيدروجين في الماء. ومع أنه يعد مادة أكالة ومن الصعب التعامل معها، إلا أنه حمض ضعيف. وفلوريد الهيدورجين، في محلوله المائي غالبا مثل حمض الهيدروفلوريك، هو مصدر قيم للفلور، فهو طليعة لعديد من المركبات الصيدلانية مثل الفلوكستين (Prozac)، والمبلمرات المختلفة مثل متعدد رباعي فلورو الإيثيلين (التيفلون)، ومعظم المواد التركيبية الأخرى الحاوية على الفلور.
يعرف حمض الهيدروفلوريك بقدرته على إذابة الزجاج بتفاعله مع أكسيد السيليكون SiO2، وهو المركب الأساسي لمعظم أنواع الزجاج، ويشكل غاز رباعي فلوريد السيليكون وحمض سداسي فلور السيليسيك. وهذه الخاصية معروفة منذ القرن السابع عشر، وحتى قبل أن يحضر شيلي حمض الهيدروفلوريك بكميات كبيرة في سنة 1771 م. وبسبب هذه التفاعلية الكبيرة مع الزجاج فإن حمض الهيدروفلوريك يجب أن يحفظ بكميات صغيرة في حاويات من البولي إيثيلين أو التيفلون. وهو متفرد أيضا في قدرته على إذابة العديد من الفلزات وأكاسيد أشباه الفلزات [الإنجليزية].
يحتاج حمض الهيدروفلوريك إلى معاملة حذرة جدًا، فإذا ما أشبع الحمض منطقة لا تتجاوز 160 سم2 من الجلد فقد يكون غير مؤلم، ولكنه مميت.

## الاستخدامات

### تكرير النفط
في عملية تكرير النفط القياسية المعروفة بالألكلة، يؤلكل إيزوالبوتان باستخدام الألكينات (مزيج من البروبيلين والبوتيلين) بوجود حفاز حمضي قوي، وهو حمض الهيدروفلوريك. يمكن لهذا الحفاز أن يضيف بروتون إلى الألكينات (البروبيلين، والبوتيلين) لتوليد carbocation تفاعلية (شوراد حاوية على ذرات كربون مشحونة)، والتي تؤلكل الإيزوالبوتان. يجري التفاعل في درجة حرارة معتدلة (من 0 حتى 30°م) في تفاعل ذي طورين. من الضروري الحفاظ على نسبة عالية من إيزوالبوتان نسبة إلى الألكين في مكان التفاعل لمنع التفاعلات الجانبية التي تقلل من إنتاج الأوكتان. تنفصل الأطوار تلقائيا، ولذلك يُمزج طور الأسيد بقوة مع طور الهيدروكربون ليعطي سطح تلامس كاف.

## السلامة
وحمض الهيدروفلوريك سائل عديم اللون ذو رائحة مهيجة، ويتبخر عند تعرضه للهواء. وهو حمض له صفة التآكل والإتلاف بدرجة عالية، ويمكن أن يتسبب في حروق خطرة مؤلمة للجلد والعيون والأغشية المخاطية. وقد لاتظهر الحروق الناتجة عن حمض الهيدروفلوريك المخفف في الحال، ولكنها تظهر بعد فترة زمنية على شكل تقرحات عميقة.

## اقرأ أيضاً
- حمض هيبوفلوروز